# تدريب الحساسية
تدريب الحساسية هو شكل من أشكال التدريب الذي يزعم أنه يجعل الناس أكثر وعيًا بتحيزاتهم، وأكثر حساسية تجاه الآخرين. ووفقًا لنقاد هذا الشكل من التدريب، فإنه يتضمن استخدام التقنيات النفسية مع المجموعات، ويدعي نقادها مثل إدوارد جريفين، أنها مماثلة لتقنيات غسيل الدماغ. ويعتقد النقاد أن هذه التقنيات غير أخلاقية.
ووفقًا لألفريد مارو، وضع كورت ليفين أسس حساسية التدريب في سلسلة من ورش العمل التي نظمها عام 1946 لإجراء تجربة "التغيير"، في استجابة لطلب من مدير لجنة ولاية كونيتيكت للمساواة بين الأعراق. وهو ما أدى إلى تأسيس مختبرات التدريب الوطنية في بثل، ومين عام 1947. أثر كورت ليفين، الذي التقى إيريك تريست عام 1933، على عمل عيادة تافيستوك بلندن، والتي عملت مع الجنود خلال الحرب العالمية الثانية وعملت في وقت لاحق مع مجلة العلاقات الإنسانية التي تأسست بالشراكة مع معهد تافيستوك ومجموعة ليفين في معهد ماساتشوستس للتقنية.
ويبدو أن تدريب الحساسية الحديث قد أثير حوله بعض النزاعات. فيصور نقادها المعاصرون أصوله ووظيفته في سياق سلبي. ويرى آخرون أن هذا النهج مفيد في العديد من تطبيقاته التاريخية والمعاصرة.
خلال الحرب العالمية الثانية، خضع علماء النفس مثل كارل روجرز في الولايات المتحدة ووليام سارجانت، وجون رولينغز ريس، وإيريك تريست في بريطانيا للاستغلال على يد قوات الجيش لمساعدة الجنود في التعامل مع اضطرابات ما بعد الصدمة (التي عرفت فيما بعد باسم صدمة القصف). هذا العمل، الذي تطلب خدمة لأعداد كبيرة من المرضى من قبل عدد قليل من المعالجين وأكد بالضرورة على أهمية السرعة والفعالية، قد ساعد في تحفيز تطوير العلاج الجماعي كأسلوب علاج. طور روجرز وآخرون عملهم إلى أشكال جديدة تتضمن المجموعات الصدامية المصممة للأشخاص الذين لم يتم تشخيصهم بالمرض ولكنهم يعانون من مشكلات مرتبطة بالعزل عن الآخرين الشائعة في المجتمع الأمريكي. ومن بين الرواد الآخرين الذين ساهموا في تطوير المجموعات الصدامية ويل شوتز، كما ركزوا عملهم على معهد إيسالن في بيغ سور، بكاليفورنيا.
بينما تطورت مجموعات التدريب أو مجموعات التدريب في مختبرات التدريب الوطنية، والتي تعد حاليًا جزءًا من الجمعية الوطنية للتعليم. بمرور الوقت، اندمجت تقنيات مجموعات التدريب مع المجموعات الصدامية ثم انقسمت إلى عدد من الموضوعات المتخصصة، في محاولة لتعزيز حساسية الآخرين الذين ينظر إليهم بوصفهم مختلفين ويبدون وكأنهم يفقدون بعضًا من تركيزهم الأصلي على استكشاف الذات بوصفها وسيلة لفهم وتحسين العلاقات مع الآخرين بصورة أعم.

## الدراسات النقدية
أجريت الدراسات الوصفية التي غالبًا ما تنتقد المفهوم على يد
- إدوارد جريفين: إغواء جيل (1969) -
- بن وتيلر، هراء! تدريب الحساسية (2008) -

## وصلات خارجية
- More on Encounter Groups
- More on T-Groups